# Fred Huseman
Frederick C. Huseman, detto Fred (St. Louis, 3 gennaio 1876 – St. Louis, 23 gennaio 1940), è stato un lottatore statunitense.
Partecipò alle gare di lotta dei pesi leggeri ai Giochi olimpici di Saint Louis 1904, dove fu sconfitto ai quarti da Otto Roehm.